# Collemopsidium elegans
Collemopsidium elegans är en lavart som först beskrevs av R. Sant., och fick sitt nu gällande namn av Grube & B. D. Ryan. Collemopsidium elegans ingår i släktet Collemopsidium och familjen Xanthopyreniaceae.  Arten är reproducerande i Sverige. Inga underarter finns listade i Catalogue of Life.